# Revolutionärer Regierungsrat

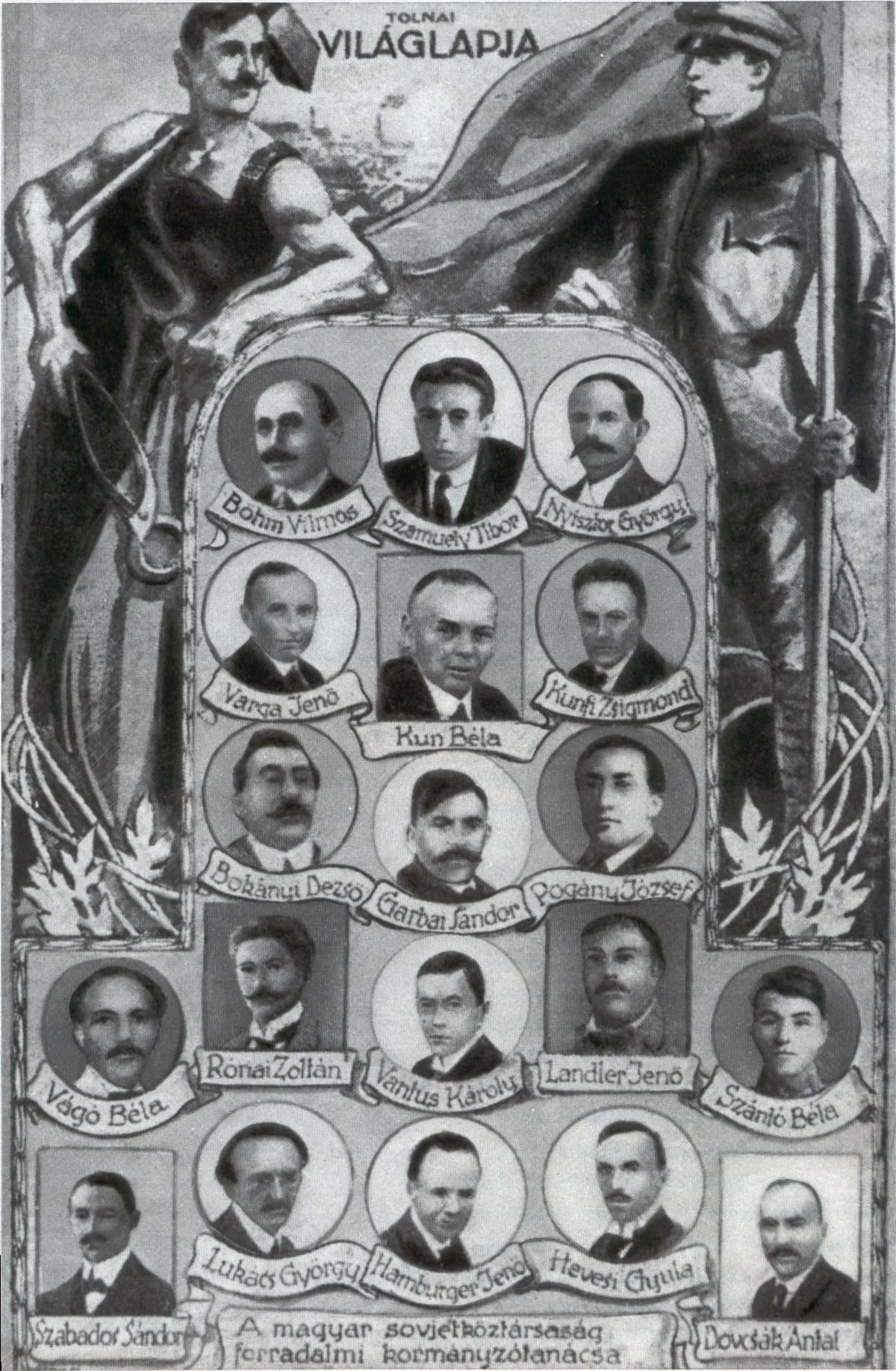
Mitglieder des Regierungsrats

Der Revolutionäre Regierungsrat (ungarisch Forradalmi Kormányzótanács) war das Exekutivorgan (Regierung) der Ungarischen Räterepublik. Er bestand vom 21. März bis 1. August 1919.

## Volkskommissare
| Amt                                             | Amtsträger      | Beginn der Amtszeit | Ende der Amtszeit |
| ----------------------------------------------- | --------------- | ------------------- | ----------------- |
| Präsident des Revolutionären Regierungsrats     | Sándor Garbai   | 21. März 1919       | 1. August 1919    |
| Vizepräsident des Revolutionären Regierungsrats | Antal Dovcsák   | 21. März 1919       | 1. August 1919    |
| Volkskommissare für Auswärtige Angelegenheiten  | Péter Ágoston   | 21. März 1919       | 24. Juni 1919     |
| Volkskommissare für Auswärtige Angelegenheiten  | Béla Kun        | 21. März 1919       | 1. August 1919    |
| Volkskommissar für Sozialisierung               | Vilmos Böhm     | 21. März 1919       | 1. August 1919    |
| Volkskommissar für Landwirtschaft               | Jenő Hamburger  | 21. März 1919       | 24. Juni 1919     |
| Volkskommissar für Landwirtschaft               | Károly Vántus   | 21. März 1919       | 1. August 1919    |
| Volkskommissar für Kriegswesen                  | József Haubrich | 21. März 1919       | 24. Juni 1919     |
| Volkskommissare für Unterrichtswesen            | Zsigmond Kunfi  | 21. März 1919       | 1. August 1919    |
| Volkskommissare für Unterrichtswesen            | György Lukács   | 21. März 1919       | 1. August 1919    |
| Volkskommissare für Unterrichtswesen            | Tibor Szamuely  | 21. März 1919       | 1. August 1919    |
| Volkskommissar für Inneres                      | Jenő Landler    | 21. März 1919       | 1. August 1919    |
| Volkskommissar für Soziale Produktion           | Mátyás Rákosi   | 21. März 1919       | 1. August 1919    |
| Volkskommissar für Finanzen                     | Jenő Varga      | 21. März 1919       | 1. August 1919    |

## Quelle
- Ungarn in der Zwischenkriegszeit - Regierungslisten. In: herder-institut.de. Abgerufen am 14. Juli 2022.